# Seeed
Seeed är ett tyskt reggae/dancehallband. De grundades 1998 och är främst kända i sitt hemland Sommaren 2006 uppträdde de bland annat på Roskildefestivalen och Uppsala Reggae Festival.

## Medlemmar
Nuvarande medlemmar
- Pierre Baigorry (alias "Euff", alias "Peter Fox") – sång (1998–)
- Frank A. Dellé (alias "Eased", alias "Dellé") – sång (1998–)
- Jerome Bugnon (alias "Tchamp") – trombon (1998–)
- Torsten Reibold (alias "Dubmaster") – keyboard (1998–)
- Rüdiger Kusserow (alias "Rudeboy Rudy") – gitarr (1998–)
- Tobias Cordes (alias "Tobsen") – basgitarr (1998–)
- Alfred Trowers (alias "Alfi") – percussion (1998–)
- Sebastian Krajewski (alias "Based") – slagverk (1998–)
- Moritz Schumacher (alias "Mo Delgado") – saxofon (1998–)
- "DJ Luke" – DJ (2005–)

Tidigare medlemmar
- Demba Nabé (alias "Ear", alias "Boundzound") – sång (1998–2018, † 2018)
- Vincent von Schlippenbach (alias "DJ Illvibe") – DJ (1998–2005)

## Diskografi
Album
- 2001 – New Dubby Conquerors
- 2004 – Music Monks
- 2005 – NEXT!
- 2006 – Live
- 2012 – Seeed
- 2019 – Bam Bam

EPs
- 2002 – Waterpumpee
- 2003 – Electric Boogie
- 2005 – Aufstehn!
- 2011 – Molotov/Wonderful Life
- 2012 – Beautiful